# Agnes Jeruto Barsosio
Agnes Jeruto Barsosio (* 1983) ist eine kenianische Marathonläuferin.
2008 wurde sie Zweite beim Lille-Halbmarathon und gewann die Foulées Monterelaises.
2012 wurde sie Zweite bei den 10 km von Taroudant und gewann bei ihrem Debüt über die 42,195-km-Distanz den Düsseldorf-Marathon.

## Persönliche Bestzeiten
- 10-km-Straßenlauf: 31:50 min, 11. März 2012, Taroudant
- Halbmarathon: 1:09:53 h, 3. Juni 2017, Budweis
- Marathon: 2:20:59 h, 9. April 2017, Paris